# Alexandru Crișan
Alexandru Crișan (ur. 31 lipca 1962) – rumuński szachista, arcymistrz w latach 1993–2001 (tytuł został mu odebrany).

## Kariera szachowa
Jest jedną z najbardziej kontrowersyjnych postaci współczesnych szachów. Do początku lat 90. grał z siłą kandydata na mistrza (ranking w dniu 1 lipca 1991 r. – 2255), nie osiągając żadnych międzynarodowych sukcesów. Następnie w ciągu jednego roku rozegrał 56 partii, zdobywając niespotykanie wysoki przyrost rankingowy (ranking w dniu 1 lipca 1992 r. – 2480) i otrzymując tytuł mistrza międzynarodowego. W następnych 24 partiach zyskał kolejnych 50 punktów (ranking w dniu 1 stycznia 1994 r. – 2530), co zaowocowało otrzymaniem tytułu arcymistrza. Tak wysoki przyrost rankingowy jest zjawiskiem niespotykanym we współczesnych szachach, co wzbudziło podejrzenia o nieuczciwy sposób jego zdobycia, tym bardziej, że zapisy partii z tych turniejów są do dziś niedostępne w najważniejszych bazach szachowych ChessBase i ChessAssistant. Przez kolejne trzy lata Crișan nie rozegrał żadnej partii klasyfikowanej przez Międzynarodową Federację Szachową (FIDE), ale w drugiej połowie 1997 r. zagrał 50 partii, w których zdobył ponad 100 punktów i awansował na 34. miejsce na świecie (ranking w dniu 1 stycznia 1998 r. – 2635). Spowodowało to natychmiastową reakcję FIDE, która na kolejnej liście rankingowej anulowała te wyniki, przywracając jego ranking do poziomu 2530. Po odwołaniu się od tej decyzji i z powodu braku dowodów, federacja światowa zawiesiła swoją decyzję, nakazując Crișanowi rozegranie kilku turniejów, w których miał potwierdzić swój wysoki poziom. Już pierwszy z nich udowodnił, iż osiągnięte do tej pory rezultaty nie były efektem posiadanych umiejętności – w 2001 r. Crișan wystąpił w Portorožu w memoriale Milana Vidmara, uzyskując zaledwie ½ pkt w 9 partiach i tracąc 47 punktów rankingowych. Po tym turnieju zagrał w dwóch kolejnych arcymistrzowskich turniejach (obu dwukołowych), osiągając całkowicie odmienne wyniki: w Tekiji zdecydowanie zwyciężył (w zaledwie trzyosobowym gronie, z wynikiem 3½ w 4 partiach), natomiast w Kładowie podzielił I miejsce, wspólnie z Robertem Ruckiem (turniej sześcioosobowy, z wynikiem 7 pkt w 10 partiach). Rezultaty z tych dwóch turniejów zorganizowanych na terenie Jugosławii oraz poziom rozegranych przez Rumuna partii ponownie wzbudziły kontrowersje w FIDE, co spowodowało podjęcie decyzji o ich niezaliczeniu do obliczeń rankingowych. Co więcej, na Kongresie FIDE postanowiono odebrać mu oba międzynarodowe tytuły szachowe, co ostatecznie nastąpiło 8 września 2001. Dodatkowo jego ranking został obniżony z poziomu 2635 do 2132 punktów rankingowych.
Od 2002 r. Alexandru Crișan nie uczestniczy w turniejach klasyfikowanych do rankingu międzynarodowego, przez pewien czas pełnił natomiast funkcję prezesa Rumuńskiej Federacji Szachowej.